# Bathypontia intermedia
Bathypontia intermedia is een eenoogkreeftjessoort uit de familie van de Bathypontiidae. De wetenschappelijke naam van de soort is voor het eerst geldig gepubliceerd in 1973 door Deevey.